# Ken Garland

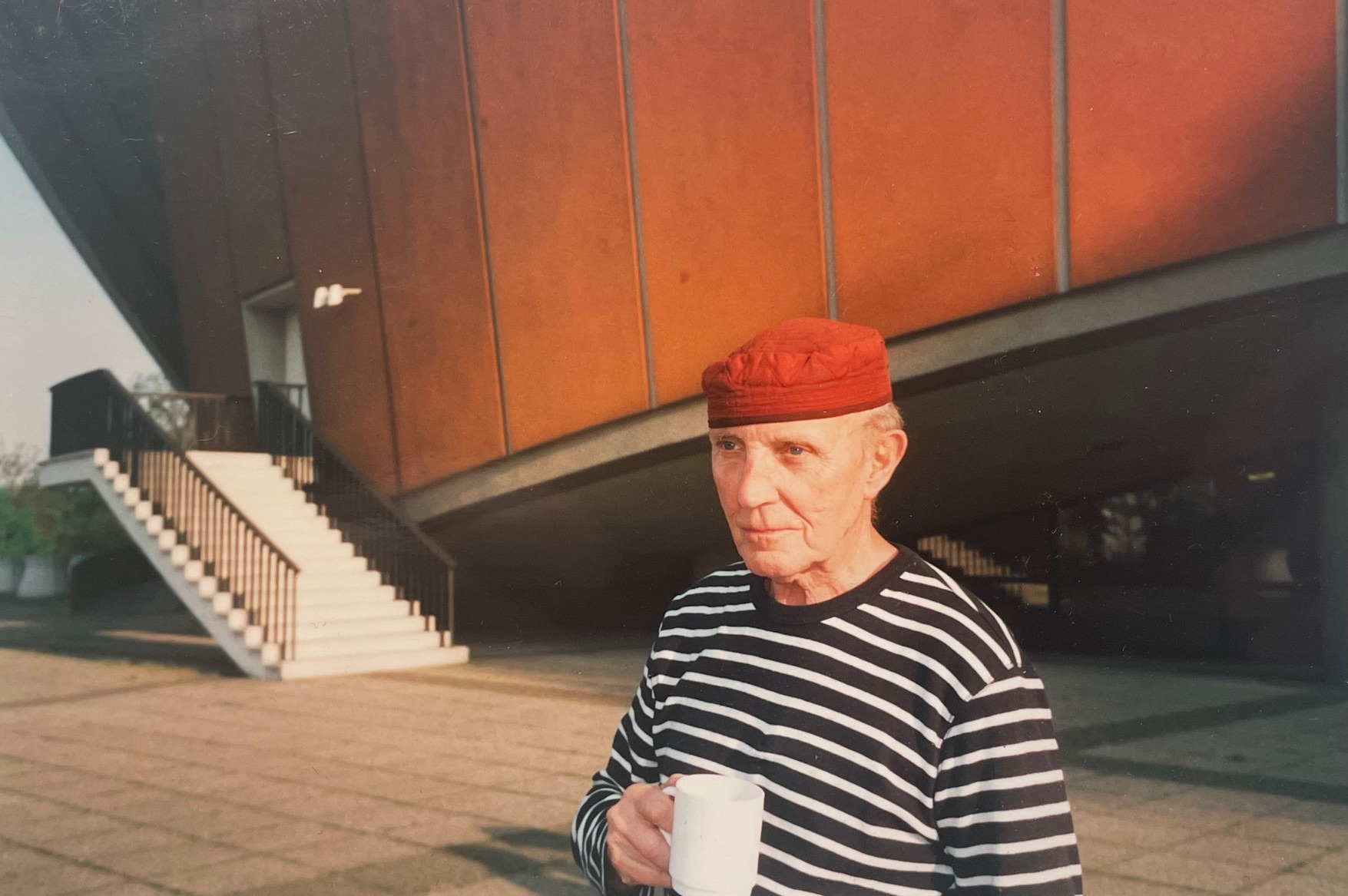
Ken Garland auf der TYPO Berlin, 2002. Foto: Gerrit Terstiege

Ken Garland, auch Kenneth John Garland (* 19. Februar 1929 in Southampton, England; † 20. Mai 2021) war ein britischer Grafikdesigner, Fotograf, Autor und Pädagoge.

## Leben und Werk
Garland war fünf Jahre alt, als die Familie von Southampton nach Barnstaple in North Devon zog. Der junge Garland besuchte das Gymnasium der Stadt, widersetzte sich aber dem Drängen seines Vaters, sich für ein akademisches Stipendium in Oxford oder Cambridge zu bewerben. Garland kündigte stattdessen an, Kunst studieren zu wollen. 1945 schrieb er sich an der Royal West of England Academy für einen zweijährigen Kurs „Commercial Design“ ein. Anfang der 1950er Jahre studierte Garland an der Central School of Arts and Crafts und machte 1954 seinen Abschluss. Zu seinen Klassenkameraden gehörten Derek Birdsall, Colin Forbes, Peter Wildbur und Philip Thompson.
Von 1956 bis 1962 war er Redakteur bei der Zeitschrift Design, für deren Covergestaltung er auch verantwortlich war. 1962 gründete er sein Designstudio Ken Garland & Associates in Camden, London.
Garland war immer ein sozial und politisch aktiver und engagierter Mensch gewesen, vor allem als Mitglied der Campaign for Nuclear Disarmament, der britischen Bewegung gegen Atomwaffen. Seine berühmteste Schrift über die Ethik im Grafikdesign ist das 1964 veröffentlichte Manifest First Things First. Darin plädierte er für eine nützlichere und nachhaltigere Form der Kommunikation, für eine Rückkehr zu einem humanen Design und spricht sich gegen die Mainstream-Werbung und eine reine Konsumkultur aus. Garland rief seine Kollegen dazu auf, über reine Produktwerbung hinausgehend das Grafikdesign als Kommunikationsform zu entwickeln und in den Dienst der Öffentlichkeit zu stellen. Das Manifest wurde von über 400 Grafikdesignern und Künstlern unterzeichnet, darunter Edward Wright, Anthony Froshaug, Robin Fior und Ken Briggs. Der Text fand eine weite Verbreitung und wurde mehrfach in Designzeitschriften und auch im The Guardian abgedruckt.
1999 wurde das Manifest überarbeitet, von 33 prominenten Grafikdesignern neu unterzeichnet und als First Things First Manifesto 2000 neu veröffentlicht. Es erschien in Adbusters, Emigre und dem AIGA Journal in Nordamerika, in Eye und Blueprint in England, in Items in den Niederlanden und Form in Deutschland. Zu den Unterzeichnern zählten u. a. Ellen Lupton, Tibor Kalman, Milton Glaser, Zuzana Licko, Irma Boom, Gert Dumbar, Vince Frost, Erik Spiekermann und Jan van Toorn.
Garland lehrte während seiner gesamten Karriere unter anderem an der Central School of Art and Design (1986–1991), der University of Reading (1971–1999), dem Royal College of Art (1977–1987) und der University of Brighton.
Garland war ein produktiver Autor. Neben seinen Büchern schrieb er zahlreiche Artikel für die Zeitschriften Baseline, Blueprint, Creative Review und Eye.

## Veröffentlichungen
- Graphics Handbook. Reinhold Publishing, London 1966.
- Illustrated Graphics Glossary. Barrie & Jenkins 1980, ISBN 978-0-09-141511-2.
- Mr Beck's Underground map. Capital Transport Publishing 1994, ISBN 978-1-8541-4168-2.
- A word in your eye. Opinions, Observations and Conjectures on Design, from 1960 to the Present. University of Reading, 1996, ISBN 978-0-7049-1121-5.